# Broussard (Luisiana)
Broussard é uma cidade  localizada no estado americano de Luisiana, na Paróquia de Lafayette e Paróquia de St. Martin.

## Demografia
Segundo o censo americano de 2000, a sua população era de 5874 habitantes. 
Em 2006, foi estimada uma população de 7344, um aumento de 1470 (25.0%).

## Geografia
De acordo com o United States Census Bureau tem uma área de 
29,6 km², dos quais 29,5 km² cobertos por terra e 0,1 km² cobertos por água. Broussard localiza-se a aproximadamente 10 m acima do nível do mar.

## Localidades na vizinhança
O diagrama seguinte representa as localidades num raio de 16 km ao redor de Broussard. 